# استیو مهره
استیو مَهره (انگلیسی: Steve Mahre؛ زادهٔ ۱۰ مهٔ ۱۹۵۷) اسکی‌باز آلپاین، و راننده خودروی مسابقه‌ای اهل ایالات متحده آمریکا است.